# Rijekas italienska gymnasieskola
Rijekas italienska gymnasieskola (italienska: Scuola media superiore italiana Fiume, kroatiska: Srednja talijanska škola Rijeka) är en allmän italienskspråkig gymnasieskola i Rijeka i Kroatien. Den etablerades år 1888 och är verksam i en kulturminnesskyddad byggnad på adressen Ulica Erazma Barčića 6 (Erazmo Barčićs gata 6) i centrala Rijeka. Byggnaden nyttjas även av Dolacs grundskola.   

## Historik
Rijekas italienska gymnasieskola invigdes officiellt den 8 januari 1888 som en pojkskola i dåvarande österrikisk-ungerska Fiume (från år 1947 känt under sitt kroatiska namn Rijeka). De första lektionerna ägde rum den 20 september samma år.
Åren 1891–1892 omorganiserades skolan och de lägre klasserna separerades från de högre. I samband med detta skapades en grundskola och en fyraårig pojkskola. Ytterligare reformer i början av 1900-talet ledde till att skolan fick status som högre pojkrealskola och efter första världskriget som realgymnasium. Under andra världskriget användes skolbyggnaden temporärt av den tyska armén och därefter som härbärge åt evakuerade personer.

## Skolbyggnaden
Skolabyggnaden uppfördes åren 1886–1887 i nyrenässansstil enligt ritningar av den Triestefödde men i Rijeka till största del aktive arkitekten Giacomo Zammattio. Den uppfördes på en 1 400 kvadratmeter stor jordlott som Rijekas kommun för ändamålet köpt av änkan Persich. I borgmästare Giovanni de Ciotta och guvernören Ágost gróf Zichys närvaro invigdes byggnaden officiellt den 8 januari 1888.
Skolbyggnaden har två våningar och är trekantig till formen. Dess huvudentré domineras av en kupol. Vid uppförandet fäste arkitekten stor vikt vid att anpassa huskroppen efter jordlotten. Hänsyn togs också till att de framtida skolbarnen inte skulle störas av bruset från gatan. I den östra flygeln skapades lokaler för frivilliga brandmän och i källaren förvaringsytor för teaterrekvisita.